# Sympathie
Sympathie (entlehnt aus lateinisch sympathia, dieses aus altgriechisch συμπάθεια sympátheia „Mitgefühl“ zu συμπαθεῖν sympatheín „mitleiden“; vergleiche Empathie) ist die sich spontan ergebende gefühlsmäßige Zuneigung. Ihr Gegenteil ist die Antipathie (Abneigung).

## Begriffsherkunft
Der Begriff der Sympathie (συμπαθεῖν sympatheín) hat seinen Ursprung in der griechischen Antike und ist von dorther in die heute üblichen Sprachgebräuche fast aller Sprachen in Europa und – über das Englische und Spanische – weiter Teile der Welt eingegangen. In seiner ursprünglichen Bedeutung in der Antike hatte der Begriff über lange Zeit nicht die uns heute geläufige Bedeutung einer affektiven Zuneigung von Menschen untereinander, sondern war zunächst ein Begriff der Naturphilosophie: Dort bezeichnete er das affektive Zusammenwirken der Teile eines Ganzen untereinander, ihre Wechselwirkungen als eine Art affektiver Verbundenheit zu einer ‚Gesamtnatur‘. Damit war der Begriff der Sympathie zwar auch auf menschliche Belange anwendbar, aber nicht primär. Das Grundverständnis des Begriffs war in diesem frühen Bedeutungsspektrum zudem eher nur biologisch-vegetativ. Ein treffendes Beispiel für Sympathie in diesem frühen, physis-bezogenen Verständnis liefert das Phänomen des ansteckenden Gähnens, wie es, dem Kommentar des Aristoteles-Kenners Hellmut Flashar zufolge, in den aristotelischen Problemata physika VII, 1–2, ausgeführt ist.

## Definition
Meyers Großes Konversations-Lexikon von 1911 bemerkt dazu:

„Sympathie ist die Fähigkeit, Freude und Leid anderer mitzufühlen, die von einigen Ethikern (Shaftesbury, Hume, A. Smith, Comte, Spencer) als die subjektive Grundlage aller Sittlichkeit betrachtet wird […] Dann auch, im Gegensatz zur Antipathie, die scheinbar grundlose Zuneigung zu jemandem, das unbestimmte Gefühl der inneren Verwandtschaft mit jemandem.“

In Rudolf Eislers Wörterbuch der philosophischen Begriffe heißt es zum Wesen der Sympathie, sie sei:

„Mit-Leiden, Miterleben von Gefühlen und Affecten anderer durch unwillkürliche Nachahmung und durch »Einfühlen« in den Gemütszustand anderer, was um so leichter möglich, je verwandter wir mit jenen sind. Der Anblick oder Gedanke fremden Leidens erweckt unmittelbar analoge Gefühle, wie die des Leidenden. Dazu kommt noch unter Umständen die Trauer über das Leiden des anderen, bzw. die Freude über das Glück des andern (Mitfreude, Mitleid).“